# Luigi Agostino Casati
Luigi Agostino Casati (Milano, 4 giugno 1827 – Milano, 1º novembre 1881) è stato un politico italiano.
Figlio del senatore Gabrio Casati e Luigia Bossi, divenne anch'egli senatore (XI legislatura). I suoi resti mortali riposano presso il monumentale Mausoleo Casati nel cimitero urbano di Muggiò (Monza e Brianza).